# Heinrich Köhler (Forstmann)
Heinrich Köhler, vollständiger Name Heinrich Wilhelm Köhler (* 10. Juli 1823 in Uchte (Landkreis Nienburg); † 22. September 1898 in Nienburg/Weser) war ein deutscher Forstmann

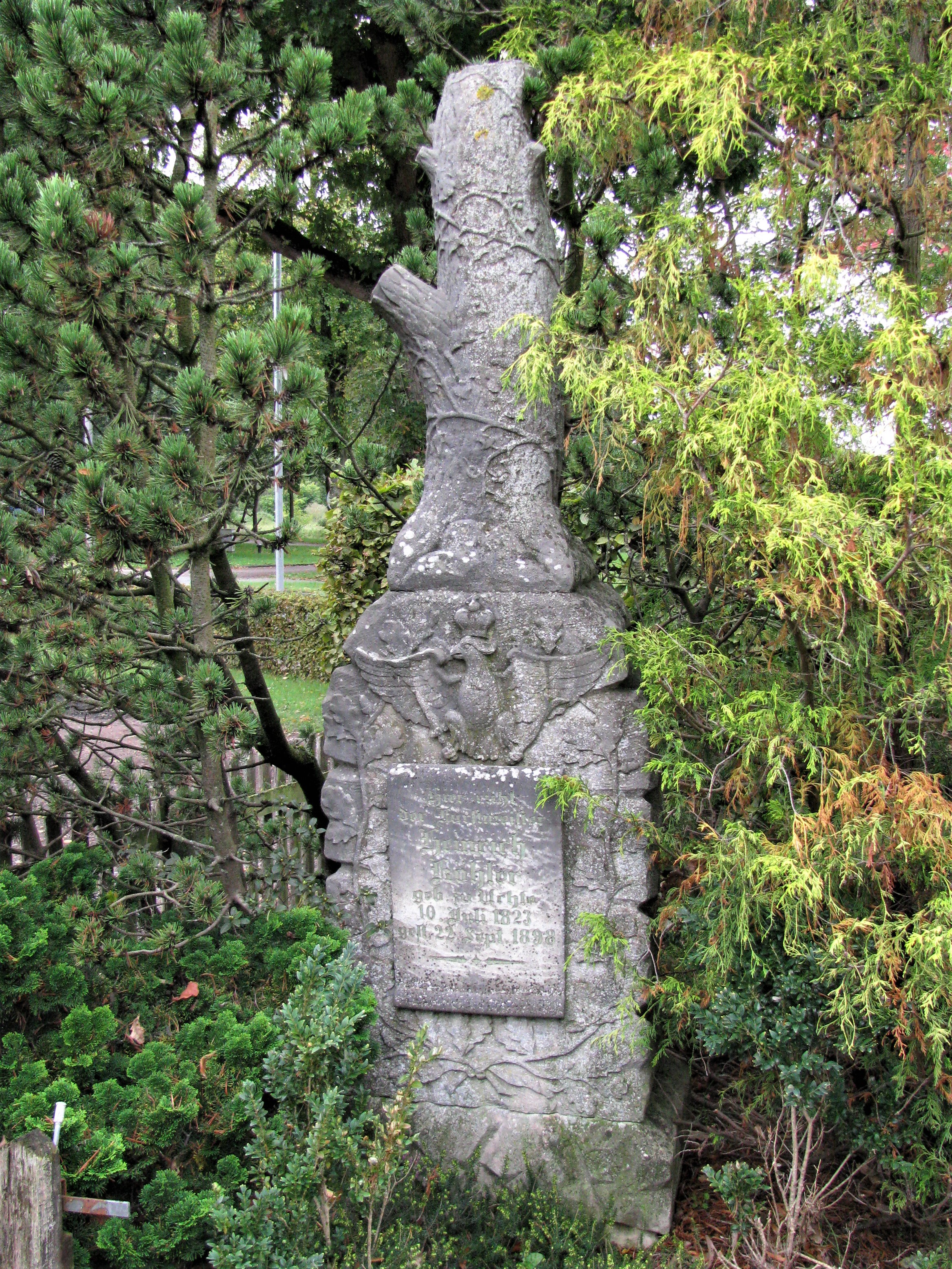
Gedenkstein für Heinrich Köhler auf dem Nienburger Leintorfriedhof

## Leben
Heinrich Köhler war der Sohn von Wilhelm Köhler und dessen Frau Wilhelmine, geborene Thiermann. Er studierte an der Forstlichen Hochschule Hannoversch Münden. 1860 wurde er Revierförster in der „Krähe“, einem Waldgebiet bei Nienburg. 1869 wurde er Oberförster im Forstamt Nienburg. Erst im Alter von 74 Jahren, am 1. Oktober 1897, trat er in den Ruhestand. Kaum ein Jahr später, am 22. September 1898, verstarb er.

## Bedeutung
Als Nienburger Oberförster machte Köhler es sich zur Aufgabe, geeignete unbewaldete Gebiete aufzuforsten. Sein größtes Projekt waren die früher so genannten Schäferhöfer Berge südlich von Nienburg, ein rund 55 Hektar großes Gebiet, das seinerzeit aus waldlosen, spärlich bewachsenen Binnendünen am Rand der Weserniederung bestand. Er ließ hier Kiefern pflanzen und widmete den neu entstehenden Wald als Naherholungsgebiet für die Nienburger Bevölkerung.
1895 erhielt Heinrich Köhler für diese Leistung den Roten Adlerorden, eine ehemals preußische Auszeichnung für verdiente Staatsbeamte, und wurde zum Forstmeister ernannt. Zu seinen Ehren wurde das von ihm begründete Waldgebiet später in Köhlerberge umbenannt. Auch eine Straße im Nienburger Stadtteil Leintor, unweit seiner letzten Ruhestätte, wurde nach ihm benannt und an dieser Straße eine Köhlerlinde gepflanzt. Die alte Linde wurde in den 2010er Jahren abgängig und durch eine neue ersetzt.